# 北越軍談
『北越軍談』（ほくえつ ぐんだん）は、江戸時代の軍学書。元禄10年（1697年）に成立。著者は『関東古戦録』を著した槇島昭武でのちに「駒谷散人」と号し、近江膳所藩本多家の浪人とされる。
近世には戦国期の軍事・合戦への関心が強まり、多くの軍学者が出現し、『甲陽軍鑑』をはじめとする軍学書が成立するが、『甲陽軍鑑』が甲斐武田氏に関する軍学書であるのに対し、『北越軍談』は越後国上杉氏に関する軍学書で、謙信・景勝期に関する事績や上杉家臣団に関する豊富な記述を含む。
寛永20年（1643年）洛東隠士雲庵の序文が添えられるが、著者は紀州徳川家に仕えた宇佐美定祐であると考えられている。近世には写本・刊本など諸本が流布し、宝永8年（1711年）には大阪高麗橋の野村長兵衛胃が同系統の諸本を校合し刊行する。
上杉氏の記述だけでなく、戦国期に北信地域を巡り川中島の戦いを繰り広げた甲斐国武田氏に関する記述も豊富。川中島の戦いにおける武田信玄と上杉謙信の一騎討ち伝承などを記し、謙信の伝説的軍師である宇佐美定行（駿河守）の活躍を豊富に記すなど、『甲陽軍鑑』と同様に文書上からは確認されない事象や年紀の誤りなどを含む。
『北越軍談』は定祐の創始した越後流軍学の教本として用いられ、『武門要鑑抄』を教本とする要門流などの庶流も分出した。また、近世には川中島の戦いが合戦図屏風として盛んに製作されているが、和歌山県立博物館所蔵の「川中島合戦図屏風」（江戸前期、六曲一双）は『北越軍談』の記述に基づいた合戦の様相が描かれ宇佐美定行の活躍が強調されていることが指摘されている。